# Visual Monitoring Camera
La Visual Monitoring Camera (o Video Monitoring Camera) è una piccola macchina fotografica installata sulla sonda Mars Express.
Suo unico scopo era quello di riprendere il distacco del lander Beagle 2 dalla Mars Express, avvenuto nel 2003, dopodiché non aveva più nessun utilizzo scientifico. Essendo però ancora funzionante, ESA decise di utilizzarla "a tempo perso", cioè con bassa priorità rispetto alle missioni scientifiche principali, per inviare continuamente a Terra immagini di Marte.
Attualmente è attivo un sistema automatico di upload delle immagini su Flickr man mano che arrivano da Marte, e le foto sono liberamente scaricabili e utilizzabili da chiunque a patto di citarne la fonte.

## Caratteristiche tecniche[4]
1. Sensore CMOS (IMEC IRIS-1)
2. Bianco e nero con filtri RGB
3. Dimensioni immagine: 640x480 pixel
4. Profondità di colore: 8 bits
5. Campo visuale: 40 x 31 gradi
6. Distanze dalla superficie di Marte: 300-10.000 km
7. Risoluzione calcolata[5] a 10.000 km: 11.5 km/pixel
8. Risoluzione calcolata[6] a 300 km: 0,347 km/pixel
9. Massa: 430 g
10. Dimensioni: 65 x 60 x 108 mm